# Pavel Staněk
Pavel Staněk (* 3. Juni 1927 in Prag; † 5. März 2025 in Ostrava) war ein tschechischer Dirigent und Komponist.

## Biografie
Pavel Staněk studierte von 1946 bis 1951 Kontrabass am Konservatorium der Stadt Prag und war von 1950 bis 1954 Chorleiter des staatlichen Folklore-Ensembles. 1954 wechselte er im Rahmen des Militärdienstes zum Musikkorps des Innenministeriums (heute Orchester der Burgwache) und übernahm erstmals die Leitung eines großen Blasorchesters. Dort blieb er als künstlerischer Leiter und Dirigent fast sechs Jahre. Von 1961 bis 1963 war Pavel Staněk Dirigent im Operettentheater Na Fidlovačce in Prag und gleichzeitig Chorleiter und Dirigent des Chors und Orchesters des Schwermaschinenwerks CKD Praha.
Ab 1963 wurde er Chef des tschechoslowakischen Rundfunkorchesters in Ostrava (Ostravský rozhlasový orchestr) und behielt dieses Amt bis zu seiner Pensionierung 1990. Während dieser Zeit war er auch bei anderen Orchestern als Gastdirigent tätig, darunter die nordmährischen Blasorchester Krnov, Jeseník, Vítkovák, Hrabùvka, Koprivnice, aber auch das Rundfunkblasorchester in Leipzig.
Als Komponist wurde er durch die böhmische und mährische Folklore beeinflusst, aber auch durch moderne Musik, ernste Musik der Gegenwart einschließlich experimenteller Musik sowie Musik früherer Epochen. 